# بندقية إم 14

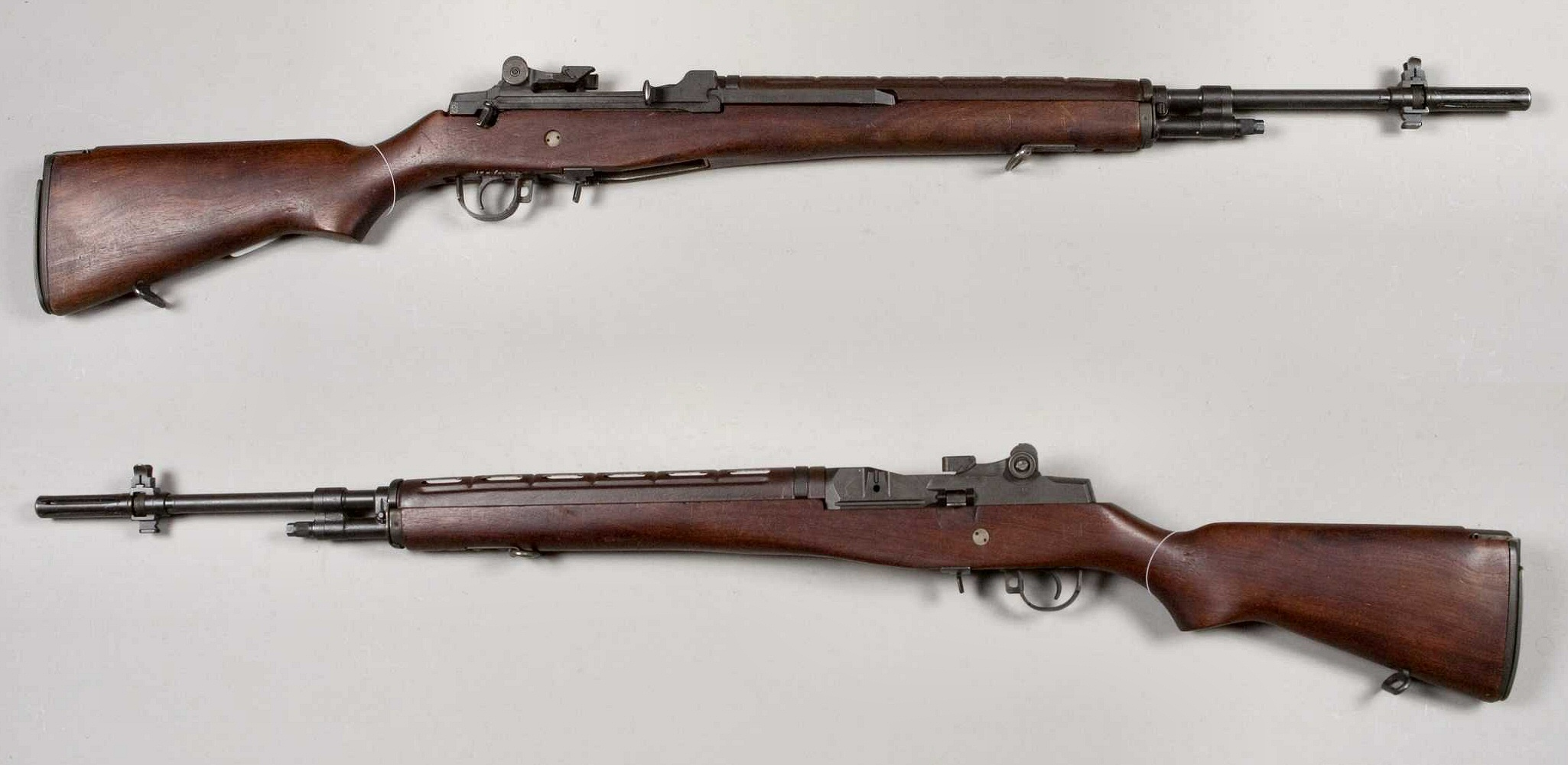
بندقية إم 14 الأمريكية.

بندقية إم 14 (بالإنجليزية: M14 rifle)، والمعروفة رسميًا باسم بندقية الولايات المتحدة، عيار 7.62 مم، إم 14، هي بندقية قتالية أمريكية تستخدم خرطوشة 7.62 × 51 مم. أصبحت البندقية القياسية للجيش الأمريكي في عام 1957م، حيث حلت محل بندقية إم 1 جاراند في الجيش الأمريكي بحلول 1958م وفي قوات مشاة البحرية الأمريكية (المارينز) بحلول 1965م، بينما بدأت عمليات تسليم البنادق الخدمية للجيش الأمريكي في 1959م. استخدمت القوات البرية والبحرية ومشاة البحرية الأمريكية بندقية إم 14 في التدريب الأساسي والمتقدم للأفراد من منتصف الستينيات حتى أوائل السبعينيات.
تعتبر إم 14 آخر بندقية قتالية أمريكية يتم إصدارها بكميات كبيرة لأفراد الجيش الأمريكي. في عام 1967م، تم استبدالها رسميًا ببندقية إم 16 الهجومية، وهي سلاح أخف يستخدم خرطوشة أصغر (5.56 × 45 مم). ومع ذلك، لا تزال إم 14 مستخدمة بشكل محدود في جميع فروع الجيش الأمريكي، حيث تُستخدم نسخ معدلة منها كبنادق قنص وبنادق للرماة المميزين، وكذلك في المسابقات الدقيقة والأسلحة الاحتفالية التي تحملها فرق الحرس الشرفي وحرس العلم وفرق التدريبات العسكرية. كما تُستخدم النسخ شِبه الأوتوماتيكية المدنية في الصيد والرماية والمسابقات.
شكلت إم 14 الأساس لبنادق القنص إم 21  وإم 25، التي تم استبدالها لاحقًا بنظام إم 24 للقناصة. كما دخلت نسخة جديدة من إم 14، وهي إم كيه 14 المحسنة (Mk 14 Enhanced Battle Rifle)، الخدمة منذ عام 2002. 

## وصلات خارجية
- How the M14 7.62 Rifle Operates - US Army Training Film على يوتيوب
- Field Manual No. 23-8 الولايات المتحدة Rifle, 7.62mm, M14 and M14E2 (1965)
- Guide to National Match Accurizing as Performed by U.S. Army Shooting Team Gunsmiths
- Modern Firearms Site
- The M14/M1A Magazine FAQ
- Different's M1A Site
- U.S. Rifle, cal. 7.62mm, M14
- 7.62 NATO Battle Rifles
- بندقية إم 14 Pictures
- Nazarian`s Gun`s Recognition Guide (FILM) M14 "Squad automatic weapon" (.wmv)
- قالب:IMFDB title